# Руньяич, Коста
Коста Руньяич (нем. Kosta Runjaić; род. 4 июня 1971, Вена) — немецкий футбольный тренер австрийского происхождения, который в настоящее время возглавляет итальянский клуб «Удинезе».

## Клубная карьера
За время своей карьеры футболиста Руньяич выступал в Германии за «Тюрк Гюджю Рюссельсхайм», «Раунхайм 07» и «Франкфурт».

## Карьера тренера

### Германия
С 2006 по 2008 года Руньяич был тренером резервных команд: «Кайзерслаутерн II» (в качестве исполняющего обязанности) и «Веен II», а в 2008 году был исполняющим обязанности главного тренера в «Аалене».
Руньяич стал главным тренером клуба «Дармштадт 98» в 2010 году, где проработал 2 года. В 2012 году подписал контракт с «Дуйсбургом». В 2013 году Руньяич вернулся в «Кайзерслаутерн», но уже в качестве главного тренера основной команды. В 2016 году Руняич стал главным тренером клуба «Мюнхен 1860».

### Польша
Руньяич поехал в Польшу, где тренировал команду «Погонь» (Щецин) из Экстракласы. В середине 2022 года был назначен новым главным тренером «Легии». С варшавской командой в 2023 году он выиграл национальные Кубок и Суперкубок, и вывел клуб в групповой этап Лиги конференций 2023/2024, прежде чем был уволен 9 апреля 2024 года.

### «Удинезе»
14 июня 2024 года Руньяич был объявлен новым главным тренером итальянского клуба «Удинезе» из Серии A.

## Статистика тренера
| Команда                  | С                | До               | Результат | Результат | Результат | Результат | Результат | Результат | Результат | Результат |
| Команда                  | С                | До               | И         | В         | Н         | П         | ГЗ        | ГП        | +/-       | Поб, %    |
| ------------------------ | ---------------- | ---------------- | --------- | --------- | --------- | --------- | --------- | --------- | --------- | --------- |
| Кайзерслаутерн II (и.о.) | 15 августа 2006  | 23 августа 2006  | 1         | 0         | 0         | 1         | 1         | 2         | −1        | 000,00    |
| Веен II                  | 1 июля 2007      | 30 июня 2008     | 34        | 19        | 7         | 8         | 71        | 37        | +34       | 055,88    |
| Аален (и.о.)             | 20 ноября 2008   | 24 ноября 2008   | 1         | 0         | 0         | 1         | 0         | 4         | −4        | 000,00    |
| Дармштадт 98             | 23 марта 2010    | 3 сентября 2012  | 91        | 36        | 29        | 26        | 122       | 98        | +24       | 039,56    |
| Дуйсбург                 | 3 сентября 2012  | 30 июня 2013     | 31        | 11        | 10        | 10        | 35        | 38        | −3        | 035,48    |
| Кайзерслаутерн           | 16 сентября 2013 | 23 сентября 2015 | 77        | 32        | 27        | 18        | 109       | 79        | +30       | 041,56    |
| Мюнхен 1860              | 7 июня 2016      | 22 ноября 2016   | 15        | 4         | 4         | 7         | 19        | 22        | −3        | 026,67    |
| Погонь (Щецин)           | 6 ноября 2017    | 23 мая 2022      | 169       | 74        | 47        | 48        | 244       | 191       | +53       | 043,79    |
| Легия                    | 23 мая 2022      | 9 апреля 2024    | 85        | 47        | 20        | 18        | 167       | 118       | +49       | 055,29    |
| Удинезе                  | 1 июля 2024      | н.в.             | 43        | 17        | 8         | 18        | 51        | 56        | −5        | 039,53    |
| Итог                     | Итог             | Итог             | 547       | 240       | 152       | 155       | 819       | 644       | +175      | 043,88    |

## Достижения

### Как тренер

#### «Дармштадт 98»
- Чемпион Региональной лиги Германии (Юг): 2010/11

#### «Легия»
- Обладатель Кубка Польши: 2022/23[англ.]
- Обладатель Суперкубка Польши: 2023[англ.][5]

#### Индивидуальные
- Тренер месяца Экстракласы: октябрь 2018[6], ноябрь 2018[6], ноябрь 2019[7], декабрь 2020[8], август 2022[9]
- Иностранец года Экстракласы: 2021[10]